# Shoutbox
Shoutbox – element serwisów internetowych umożliwiający użytkownikom bardzo szybką wymianę zdań bez potrzeby wysyłania trwałych wiadomości na standardowym forum dyskusyjnym. Najczęściej stanowi dodatkowy element bardziej rozbudowanych systemów dyskusyjnych, np. pozwala na poruszanie luźniejszych tematów na forach dyskusyjnych, co znacznie zmniejsza ilość spamu czy tematów w działach typu off-topic, czyniąc go dobrym sposobem na odciążenie witryny.
W swej najprostszej postaci shoutbox jest listą krótkich wiadomości tekstowych, zawierającą czasami także daty wysłania wiadomości lub informacje na temat autorów tych wiadomości (zazwyczaj w postaci nicku), najczęściej automatycznie odświeżaną po określonym czasie (najczęściej przy pomocy JavaScript) w celu utrzymania w polu widzenia użytkownika nowych wiadomości. Starsze wpisy są usuwane po pojawieniu się odpowiedniej liczby nowych, w celu zmniejszenia obciążenia serwerów (zazwyczaj zostaje wyświetlane od 30 do 50 ostatnich wpisów).
Utrzymanie shoutboksów jest podobne do zarządzania forami dyskusyjnymi – moderatorzy mogą usuwać wpisy oraz blokować określonych użytkowników lub adresy IP. Spotyka się również dodatkowe funkcje, takie jak cenzura wybranych słów, obsługa graficznych emotikon czy też kolorowanie pseudonimów w zależności od rangi użytkownika.